# ایستگاه لیک سیتی وی
ایستگاه لیک سیتی وی (انگلیسی: Lake City Way station) یک ایستگاه مرتفع در خط میلنیوم سیستم ترانزیت سریع مترو ونکوور اسکای‌ترین (ونکوور) واقع در تقاطع بزرگراه لوهید و لیک سیتی وی در برنابی، بریتیش کلمبیا، کانادا است. در نوامبر ۲۰۰۳، پس از افتتاح اولیه خط میلنیوم در سال ۲۰۰۲ افتتاح شد. این ایستگاه به یک پارک تجاری نزدیک و استودیوهای تلویزیونی شبکه تلویزیونی گلوبال و اخبار جهانی: BC 1، یک کانال خبری تلویزیونی زمینی و کابلی، خدمات می‌دهد.